# O (kana)
En l'escriptura japonesa, els caràcters お (hiragana) i オ (katakana) ocupen el cinquè lloc en el sistema modern d'ordenació alfabètica gojūon (五十音), entre え i か; i el 27è en el poema iroha, entre の i く.
A la taula de l'ordre gojūon (per columnes, i de dreta a esquerra), es troba en la primera columna (あ行, columna «a») i la cinquena fila (a la qual dona el nom: お段, fila «o»).

La taula gojūon

Tant お com オ provenen del kanji 於. El caràcter を (wo), que actualment només es fa servir com a partícula, així com moltes aparicions del caràcter ほ (ho) en posició no inicial han estat substituïts en el japonès modern per お.
Es fa servir un caràcter petit, ぉ, ォ; per a la formació de nous sons que no existeixen en el japonès tradicional, com ツォ (tso).

## Romanització
Segons els sistemes de romanització Hepburn modificat, Kunrei-shiki i Nihon-shiki, お, オ es romanitzen com «o».

## Escriptura
|  | El caràcter お s'escriu amb tres traços: 1. Traç horitzontal d'esquerra a dreta. 2. Traç compost per una línia vertical, una petita línia diagonal cap amunt a l'esquerra i una corba oberta.                     |
|  | El caràcter オ s'escriu amb tres traços: 1. Traç horitzontal d'esquerra a dreta. 2. Traç vertical de dalt a baix que talla el primer traç. 3. Encetant a en la intersecció, traç diagonal cap abaix a l'esquerra. |

## Altres representacions
| お / オ en braille japonès  | お / オ en braille japonès                                | お / オ en braille japonès  |
| --------------------------- | --------------------------------------------------------- | --------------------------- |
| お / オ o                   | おう / オー ō/ou                                          | +う / +ー chōon*            |
| ⠊ (braille pattern dots-24) | ⠊ (braille pattern dots-24) · ⠒ (braille pattern dots-25) | ⠒ (braille pattern dots-25) |

- Alfabet fonètic: 「大阪のオ」 ("l' o d'Osaka")
- Codi Morse:[6] •－•••